# Behind Green Lights
Behind Green Lights è un film del 1946 diretto da Otto Brower.
È un film drammatico a sfondo giallo e noir statunitense con Carole Landis, William Gargan e Richard Crane.

## Trama
Lunga notte in un commissariato di polizia di una città americana.
La prima persona ad essere sospettata per l'omicidio dell'investigatore privato Walter Bard, trovato morto nella sua auto con un colpo di rivoltella in corpo, è Janet Bradley, figlia di un noto politico locale che avrebbe concorso alle elezioni di lì a pochi giorni. Janet, convocata al commissariato, racconta di essersi recata quella sera stessa presso Walter Bard, e, dopo l'offerta di un drink, di avergli sottratto, minacciandolo con la sua stessa pistola (che poi aveva lasciato nell'auto di Bard), documenti compromettenti tramite i quali la vittima avrebbe ricattato un amico/a di lei. Le impronte digitali di Janet, nel frattempo, sono state rilevate sull'arma e su un bicchiere rinvenuto a casa di Bard.
A Max Calvert, editore di un giornale politicamente avverso al padre di Janet, farebbe comodo se Janet fosse accusata dell'omicidio, e quando apprende dal dottor Yager, di stanza alla stazione di polizia, che la causa della morte di Bard sarebbe avvelenamento, e non un colpo d'arma da fuoco, induce il disonesto medico a sostituire il cadavere di Bard con un altro, in modo che l'esame medico ufficiale non potesse rilevare l'avvelenamento.
Nora Bard, la moglie della vittima, racconta di essere andata anche lei quella sera dal marito, con il quale non conviveva da lungo tempo, per convincerlo a concederle il divorzio (in una situazione storico-legislativa in cui ciò non era un diritto): si era nascosta in un'altra stanza mentre il marito riceveva una persona (verosimilmente Janet), e, in seguito, uscita dal nascondiglio, aveva visto il marito morire, accasciato su una sedia dopo aver bevuto un cocktail.
L'avvocato Arthur Templeton, fidanzato di Nora Bard, che intende sposare, confessa di essere andato, poche ore prima, a casa della vittima, e di averne visto uscire dal portone Nora: penetrato nell'appartamento aveva visto il cadavere di Bard, aveva sospettato un avvelenamento, e, per difendere Nora, che appariva essere l'assassina, racconta di aver trasportato il corpo nella sua (di Bard) auto, e, trovandovi la sua rivoltella, di avergli sparato, per allontanare gli eventuali sospetti sulla fidanzata.
La sostituzione dei cadaveri non va a buon fine: il corpo di Bard viene rinvenuto, e l'avvelenamento come causa di morte è appurato.
Anche l'anziana venditrice di fiori Flossie ammette di essere andata alla casa di Bard, la stessa sera, per riscuotere il suo credito di un dollaro e sessanta; racconta di non avercelo trovato, di essersi appostata in prossimità dell'entrata della casa della vittima, e di aver visto il dottor Yager - delle cui attività illecite e contrarie alla deontologia professionale la vittima aveva le prove – entrare, trafficando con un mazzo di chiavi, ed uscire di lì a poco dalla casa della vittima.
Tutti hanno dei moventi, più o meno importanti, ciascuno può aver mentito, ma una sola persona sarà scoperta come colpevole.
È l'alba.

## Produzione
Il film, diretto da Otto Brower su una sceneggiatura di Scott Darling e Charles G. Booth, fu prodotto da Robert Bassler per la Twentieth Century Fox Film Corporation e girato nei 20th Century Fox Studios a Century City, Los Angeles, California, dal 13 settembre a metà ottobre 1945. Il titolo di lavorazione fu Precinct 33.

## Distribuzione
Il film fu distribuito negli Stati Uniti dal 15 febbraio 1946 dalla Twentieth Century Fox. È stato distribuito anche in Brasile con il titolo Audácia de Criminoso.